# Specchio magnetico
Uno specchio magnetico è una configurazione del campo magnetico nella quale l'intensità del campo cambia muovendosi parallelamente, lungo la linea di campo. Poiché in molte situazioni il campo magnetico risponde a questo requisito, lo specchio magnetico è di interesse generale per spiegare una grande varietà di fenomeni, sia in natura, sia in laboratorio. La principale caratteristica dello specchio è che, sotto determinati requisiti, le particelle vengono confinate nella regione a campo magnetico meno intenso: per questo motivo tali configurazioni sono chiamate anche  bottiglie magnetiche.
Le configurazioni a specchio magnetico furono in gran voga negli anni '60 e inizio degli anni '70, negli studi sulla fusione termonucleare controllata: in quel periodo infatti si sperimentarono molte configurazioni alternative al Tokamak e allo stellarator, fra cui anche gli specchi magnetici. I fenomeni di perdita di particelle agli estremi della configurazione (che vengono spiegati qui di seguito) portarono però al graduale disinteresse verso la configurazione dello specchio magnetico, anche se fenomeni di intrappolamento di particelle, simili a quelli dello specchio, avvengono anche nel Tokamak, e determinano una serie di conseguenze fondamentali per la configurazione (fra cui il valore del coefficiente di diffusione neoclassica, la corrente di bootstrap e le instabilità TEM).
Lo specchio magnetico riveste invece un grande interesse in geofisica, in quanto le fasce di Van Allen confinano le particelle cariche del vento solare con un meccanismo di specchio magnetico.

## Intrappolamento delle particelle nello specchio magnetico
La conservazione dell'energia cinetica implica che la quantità:
{\displaystyle \,E={\frac {1}{2}}mv_{||}^{2}+\mu B} .
rimanga costante. Supponiamo allora che una particella venga iniettata nella regione di campo magnetico minimo, e si muova nella direzione del gradiente (parallelo) del campo. Siccome il momento magnetico {\displaystyle \mu =1/2\;mv_{\perp }^{2}/B}è un invariante adiabatico, all'aumentare di {\displaystyle B} la velocità parallela deve diminuire. In pratica, man mano che la particella avanza verso le regioni a campo magnetico più intenso, la velocità parallela alla linea di campo diminuisce, mentre quella perpendicolare aumenta.  Si può arrivare quindi a una situazione critica in cui la velocità parallela si annulla, e la particella viene respinta indietro (cioè, riflessa come in uno specchio) verso le regioni a campo magnetico più piccolo:
{\displaystyle \,\mu B_{\mathrm {max} }={\frac {1}{2}}mv_{||}^{2}+\mu B_{\mathrm {min} }} .
Rimaneggiando i termini dell'equazione precedente, e usando la definizione di {\displaystyle \mu } si ottiene facilmente che la condizione critica affinché le particelle rimbalzino (da cui il nome di specchio) è una condizione sulla direzione della velocità rispetto al campo magnetico:
{\displaystyle \,\left({\frac {v_{||}}{v_{\perp }}}\right)_{\mathrm {crit} }^{2}={\frac {B_{\mathrm {max} }}{B_{\mathrm {min} }}}-1} .
Di solito viene definito come angolo di pitch l'angolo compreso fra il vettore velocità e il vettore campo magnetico, nella posizione in cui si trova la particella: in formule, {\displaystyle \tan {\theta }=v_{\perp }/v_{||}}. Con questa definizione, la condizione critica può essere riscritta come:
{\displaystyle \,\sin {\theta _{\mathrm {crit} }}={\sqrt {\frac {B_{\mathrm {min} }}{B_{\mathrm {max} }}}}} .
La condizione critica dice che le particelle con un angolo di pitch superiore all'angolo critico rimbalzano; le particelle invece con angolo di pitch minore dell'angolo critico vengono perse. In pratica, le particelle con velocità allineata lungo il campo vengono comunque perse.
Il fatto che, per una data configurazione magnetica, esista sempre un cono di perdita, cioè un insieme di angoli (piccoli) di pitch per i quali le particelle vengono perse, costituì il motivo per cui, dopo un iniziale entusiasmo sulle configurazioni a specchio magnetico, queste ultime siano state abbandonate già verso il 1980 negli studi sulla fusione nucleare.
Le configurazioni a specchio invece mantengono il loro interesse in geofisica, in quanto le fasce di Van Allen mostrano una configurazione analoga, con una intensificazione del campo magnetico nelle regioni polari.

## Precessione nella coordinata angolare per sistemi a simmetria sferica
In realtà, la trattazione del paragrafo precedente è fatta in termini di invarianti e di costanza dell'energia cinetica: prevede che una particella possa rimbalzare indietro, ma non dice nulla sulle traiettorie delle particelle, che in uno specchio magnetico possono essere quanto mai complicate. Per esempio, se il campo magnetico è caratterizzato da due regioni molto intense agli estremi, e da una regione meno intensa al centro, e ha una simmetria di rotazione rispetto a un asse (caso tipico per esempio delle fasce di Van Allen e del campo toroidale di un Tokamak) le particelle subiscono anche un moto di precessione nella coordinata angolare intorno all'asse.